# Halifax School for the Deaf
Halifax School for the Deaf était une école pour sourds, située à Halifax, en Nouvelle-Écosse, au Canada. Elle a été fondée en janvier 1856 par deux sourds écossais William Gray et George Tait.

## Histoire

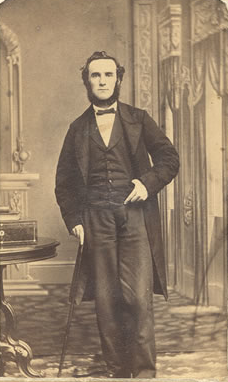
James Scott Hutton, le premier directeur

## Galerie

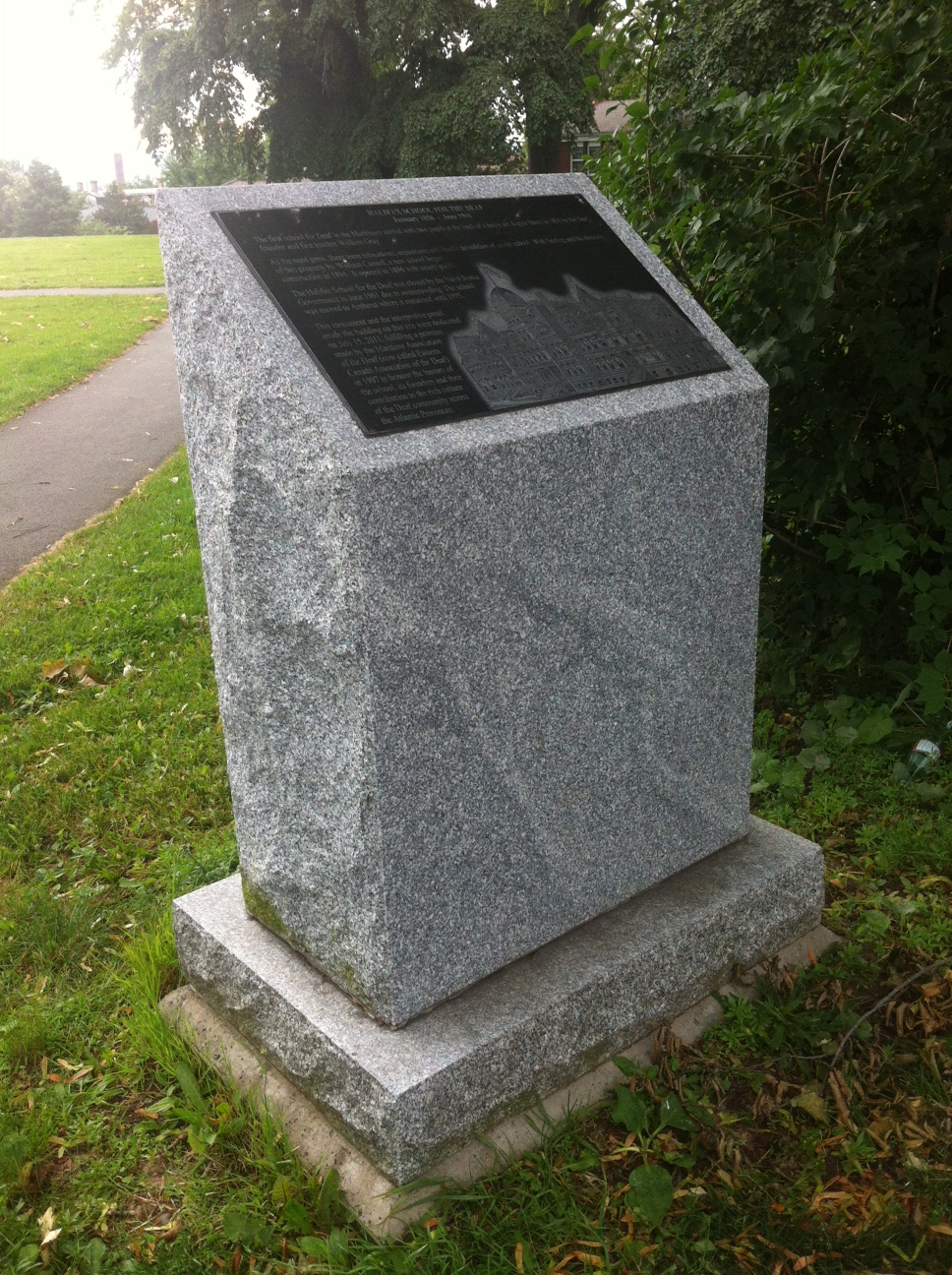